# Un insondable mystère
Un insondable mystère (titre original : An Excellent Mystery) est un roman policier historique d'Ellis Peters, le onzième de la série Frère Cadfael, publié en 1985.
Le roman est traduit en français par Serge Chwat en 1991.

## Résumé
En août 1141, l'été est sec et chaud depuis plusieurs semaines à l'abbaye de Saint-Pierre et Saint-Paul. Arrivent frère Humilis et le jeune frère muet Fidelis du monastère de Hyde-Mead. Ils demandent refuge, car ils ont fui leur abbaye saccagée par la guerre civile qui fait rage entre Étienne de Blois et Mathilde l'Emperesse.
Cadfael reconnaît Humilis. Avant d'entrer dans les ordres, il se nommait Godfrid Marescot et vivait dans la région de Shrewsbury. Ce fut un valeureux guerrier des croisades, mais il souffre aujourd'hui de blessures reçues en Terre sainte. La fuite les a rouvertes et Humilis n'a aucun espoir de vivre encore bien longtemps. Quand Cadfael le trouve un soir effondré sur son bureau, il constate la gravité de la blessure ancienne qui a empêché Marescot d'avoir des enfants.
Quelques jours après survient le chevalier Nicholas Harnage. Maintenant au service de la reine Mathilde, il a été l'écuyer de Godfrid Marescot. Il est venu demander la bénédiction de son ancien seigneur pour demander en mariage Julian Cruce. Cette dernière était autrefois fiancée à Godfrid, mais il a dissous son engagement pour entrer au couvent. Humilis est heureux de consentir au mariage.
Nicholas se met en quête de Lady Julian, mais apprend de sa famille que la jeune femme a voulu entrer au couvent de Wherwell après la rupture de ses fiançailles avec Godfrid. Or, le bruit court que l'abbaye de Wherwell a été brûlée peu avant la déroute de Winchester, et on craint que Lady Julian n'ait péri. Pourtant, Nicolas retrouve la prieure de l'abbaye de Wherwell qui nie avoir jamais entendu parler de Julian Cruce. La jeune femme semble donc avoir disparu avant d'arriver au terme de son voyage. Cadfael et frère Humilis s'interrogent sur les objets de valeur qu'avait en sa possession Lady Julian. Quand le bijoutier, qui les a achetés de la jeune femme est identifié, il prétend que la dame est sûrement morte.
Cependant, le temps presse, et Humilis sent que sa fin est proche. Il demande à Cadfael de protéger Fidelis après son décès. Il veut aussi que lui et Fidelis visitent sa maison d'enfance : ils peuvent voyager par la rivière pour éviter tout effort au malade. Cadfael recrute Madog et son esquif pour le voyage. Au manoir ancestral, Humilis remercie avec gratitude Fidelis pour tous les soins prodigués au cours des dernières années. Sur le chemin du retour, les voyageurs sont surpris par de fortes pluies. La foudre frappe un énorme saule qui tombe sur l'esquif et le réduit en morceaux. Madog ramène Humilis au rivage, tente de le ranimer, mais constate sa mort. Quand les faits sont racontés, Cadfael affirme que Fidelis est mort dans la rivière avec Humilis et que son corps n'a jamais été retrouvé. La nouvelle de ce double décès interrompt les interrogatoires que mène Nicholas pour trouver l'assassin de Julian Cruce.
Frère Humilis est inhumé dans le transept de l'abbaye. Pendant la cérémonie, Reginald Cruce, le frère de Julian, s'étonne de voir sur le corps un anneau d'or qui signifiait beaucoup pour sa sœur, un cadeau de fiançailles de Godfrid, qu'elle portait à une chaîne autour de son cou.
Juste après la cérémonie, sœur Madeleine arrive avec une lettre de Lady Julian, aujourd'hui à l'abbaye de Polesworth. N'ayant pas senti une véritable vocation, Lady Julian s'est réfugiée dans ce sanctuaire où l'on peut tarder à prononcer ses vœux. Elle a entendu qu'on la recherchait et demande une escorte pour se rendre à Shrewsbury. Reginald est heureux d'apprendre que sa sœur est vivante. Nicholas est stupéfait.
Deux jours plus tard, Lady Julian arrive pour la messe en l'honneur des deux frères disparus. Étrangement, elle porte au doigt le fameux anneau d'or. De plus, un œil exercé peut voir qu'elle est habillée de telle sorte qu'on semble avoir voulu cacher... sa tonsure. Nicholas est toujours amoureux d'elle. Lady Julian lui accorde le souhait de lui rendre visite au manoir de son frère. Cadfael, lui, est soulagé d'avoir éviter le scandale qui aurait éclaboussé deux abbayes si tout un chacun avait su que Lady Julian et frère Fidelis n'était qu'une seule et même personne.